# たのしい算数
『たのしい算数』（たのしいさんすう）は、1992年4月6日から1995年3月13日までNHK教育テレビジョンで放送されていた小学校3年生向けの学校放送（教科：算数）である。

## 概要
スタジオパートとアニメパートとに分かれており、スタジオパートでは学校の授業で習う導入的な内容とそれらの応用理解について解説していた。対するアニメパートはスーパーヒーローと算数悪魔のバトルを中心とする内容で、それらを通じて視聴者に解答方法を説明していた。全15話を繰り返し放送する方式。
番組は1990年12月25日と12月26日、および1991年7月22日から8月1日までパイロット版を放送したが（いずれも後日に再放送あり）、この時に放送したエピソードに新作エピソードを加えたものが1992年4月からの放送作品である。

## 放送時間
| 期間                         | 放送時間             |
| ---------------------------- | -------------------- |
| 1992年4月6日 - 1995年3月13日 | 月曜日 11:30 - 11:40 |

別の時間帯での再放送あり。

## スタジオパート出演者
- 田中星児[1]
- 梶本弥佐子

## アニメパート

### あらすじ
西暦2001年、いや近未来といったほうがいいと思う時代。どこかのシティの学校に通っている主人公のアリスとテレス。この2人、算数を勉強していて難しいと思っていると突然算数悪魔が現れて2人を苦しめる。ミジメットと一緒に問題を解いて解き方が分かれば、二人は変身！スーパーヒーローになって算数悪魔をやっつけることができる。果たしてアリスとテレスはミジメットと一緒に算数悪魔が出す超難関の問題を解けることができるのだろうか？

### 登場キャラクター
アリス
声 - 渡辺菜生子
主人公。しっかり者で誰にでも優しい女の子。ハートのヘアピンをつけている。
テレス
声 - 三輪勝恵
もう1人の主人公。おっちょこちょいだけど元気いっぱいの男の子。カーレーサーになるのが夢。
ミジメット
声 - 金丸日向子
この番組のマスコットおよび解説役。CGキャラクター。
チャウチャウ
答えが違うと突然出てきて歌う犬の3人組。歌い終わるとアリスとテレスはこけて「どうして違うの？」とミジメットに尋ねるのがお約束になっている。

### 備考
アリスとテレスの名前はアリストテレスに由来する。

## スタッフ
- アニメーション：星みつる、上梨みつお、浅野ゆみ（アニメーションパートはスタジオジュニオ、CGパートはスターシップが担当した）
- 音楽：金田一郎